# Bosanska Bijela
Bosanska Bijela är ett samhälle i Bosnien och Hercegovina.   Det ligger i distriktet Brčko, i den nordöstra delen av landet, 110 km norr om huvudstaden Sarajevo. Bosanska Bijela ligger 140 meter över havet och antalet invånare är 2 539.
Terrängen runt Bosanska Bijela är platt norrut, men söderut är den kuperad. Runt Bosanska Bijela är det ganska tätbefolkat, med 93 invånare per kvadratkilometer.. Närmaste större samhälle är Mionica, 11,6 km nordväst om Bosanska Bijela. 
Omgivningarna runt Bosanska Bijela är en mosaik av jordbruksmark och naturlig växtlighet.